# Galactic Civilizations II: Dark Avatar
Galactic Civilization 2: Dark Avatar (рус. Космическая Федерация 2: Войны Дренджинов) — пошаговая стратегия от Stardock. Игра является дополнением Galactic Civilizations 2: Dread Lords, после которого вышел ещё одно дополнение — Galactic Civilizations 2: Twilight of the Arnor.

## Основной сюжет
Владычество Империи Дренджинов растет. Земной Альянс отошёл обратно к Земле, но не сдался. Все остальные расы сразу или постепенно сдались Империи. Победы даются Дренджинам очень легко. Особенно им в этом помогает элитный клан Корат, который тренирует элитных бойцов. Солдаты славятся своей храбростью и жестокостью.
Но в последние годы клан Корат перестал брать пленных. Для Дренджинов это неприемлемо, так как их экономика строится на рабском труде пленных. Более того клан Корат провёл отличную операцию против Земли в условиях, в которых физически невозможно победить. Поэтому игрока посылают узнать тайну клана Корат и продолжить завоевание галактики.

## Нововведения

### Расы
В игре помимо прошлых 10 рас присутствует ещё 2 новые расы:
- Клан Корат — Корат раньше входил в Империю Дренджинов, но их стремление уничтожать, а не завоёвывать расы, сделало их более опасными врагами чем сами Дренджины. Являются непревзойдёнными воинами. Главная планета — Кора. Правитель — Криндар и-Аголь.
- Консулат Кринна — раса насекомоподобных существ, очень религиозных и сплоченных ( На самом деле Консулат Кринна включает в себя множество народов объединённых одной религией). Отличные разведчики. Центральная планета — Крисет. Правитель — Йинрех Ийден.

### Астероиды
Кучки астероидов появляются около  большинства систем (их количество можно настроить перед стартом собственно игры). Они фактически являются бесплатными источниками строительных ресурсов. Для того чтобы ими пользоваться нужен корабль-космодобытчик, сооружающий добывающие станции.

### Мастерство
В игре у каждой расы есть своё мастерство. Оно добавляет некоторые преимущества для расы. Всего их 12 (по одной каждой расе):
- Мастер-уничтожитель — эта способность даёт возможность строить так называемые «Спороносные корабли», которые, сбрасывая на планету бомбы с ядовитыми спорами, уничтожают всю биосферу, превращая атакуемую планету в ядовитый мир. Игрок может заселить эту планету. По умолчанию у клана Корат.
- Мастер-доминатор — эта способность позволяет эффективнее вымогать деньги в больших количествах. По умолчанию у Империи Дренджинов.
- Мастер-изоляционист — способность, с самого начала игры дающая технологию для заселения пустынных миров уже. Также корабли других рас, залетая в зону влияния расы-мастера—изоляциониста, не могут летать быстрее трех парсеков за ход, независимо от используемого типа двигателя. Использует Коллектив Йор.
- Мастер-дипломат — способность, позволяющая эффективнее вести переговоры. (Мастеру—дипломату основные технологии дипломатии доступны с самого начала.) Мастера—дипломаты очень влиятельны. Использует Земной Альянс.
- Мастер-строитель — способность, позволяющая строить фабрики ровно за один ход. Также увеличивается дальность полета кораблей. По умолчанию у Таланской империи.
- Мастер-торговец — эта способность даёт в начале игры торговые технологии и позволяет организовать более эффективное торговое сообщение и, как следствие, извлекать большую торговую прибыль. Использует Доминат Коркс.
- Мастер-преобразователь — раса с этой способностью уже в с самом начале игры имеет технологии, позволяющие заселять токсичные и водные миры. По умолчанию у Иконийского убежища.
- Мастер-шпион — у расы с этой способностью в начале игры будет один шпион и технология «контрразведка». Использует Консулат Кринн.
- Мастер-манипулятор — способность, позволяющая эффективно стравливать другие расы друг с другом. Использует Легион Драт.
- Мастер-воин — способность, позволяющая атаковать первым в бою. По умолчанию у Арсеанской империи.
- Мастер-организатор — способность, позволяющая вовлекать другие расы в войну на своей стороне. Использует Альтерианское Убежище.
- Мастер-производитель — способность позволяет быстро увеличить популяцию, если поддержка населения равна 100%. Использует Торианская Конфедерация.

### Союзы
В дополнении появилась возможность заключать «научные» и «торговые» союзы. При их заключении каждый получает 20% от исследований и дохода от торговли другого соответственно. А при нарушении договора (когда одна из сторон нападает на другую) нападающий получает большой штраф к репутации.

## Отзывы
| Сводный рейтинг | Сводный рейтинг |
| Агрегатор       | Оценка          |
| --------------- | --------------- |
| GameRankings    | 92,61 %         |